# Liste der Bodendenkmale in Ovelgönne
In der Liste der Bodendenkmale in Ovelgönne sind die Bodendenkmale der niedersächsischen Gemeinde Ovelgönne aufgeführt. Die Quelle ist der Denkmalatlas Niedersachsen.
- Bitte beachten Sie, dass diese Liste keinen Anspruch auf Vollständigkeit erhebt.
- Die Angaben ersetzen nicht die rechtsverbindliche Auskunft der zuständigen Denkmalschutzbehörde.
- Es sind nur Daten aus dem Denkmalatlas verarbeitet.
- Der Stand der Liste ist der 25. April 2025.

Ovelgönne im Landkreis Wesermarsch

## Allgemein
In den Spalten finden sich folgende Informationen des Bodendenkmales:
| Lage         | geographische Koordinaten                                                           |
| Bezeichnung  | Bezeichnung lt. Denkmalatlas                                                        |
| Beschreibung | Beschreibung lt. Denkmalatlas                                                       |
| ID           | Objekt-ID                                                                           |
| Bild         | Bild, ggf. zusätzlich mit Link zu weiteren Fotos im Medienarchiv Wikimedia Commons. |

## Großenmeer
| Lage                        | Bezeichnung              | Beschreibung | ID       | Bild |
| --------------------------- | ------------------------ | ------------ | -------- | ---- |
| 53° 17′ 10″ N, 8° 16′ 33″ O | Großenmeer 1, Deich      |              | 28913729 | BW   |
| 53° 15′ 53″ N, 8° 18′ 39″ O | Großenmeer 47, Kirchwurt |              | 28917841 | BW   |

## Oldenbrok
| Lage                        | Bezeichnung             | Beschreibung | ID       | Bild |
| --------------------------- | ----------------------- | ------------ | -------- | ---- |
| 53° 16′ 50″ N, 8° 25′ 21″ O | Oldenbrok 2, Deich      |              | 28916332 | BW   |
| 53° 16′ 13″ N, 8° 23′ 49″ O | Oldenbrok 3, Deich      |              | 28916833 | BW   |
| 53° 16′ 22″ N, 8° 23′ 29″ O | Oldenbrok 4, Kirchwurt  |              | 28917258 | BW   |
| 53° 17′ 50″ N, 8° 24′ 9″ O  | Oldenbrok 19, Kirchwurt |              | 28911806 | BW   |
| 53° 16′ 45″ N, 8° 21′ 59″ O | Oldenbrok 56, Wurt      |              | 28916467 | BW   |

## Ovelgönne
| Lage                        | Bezeichnung       | Beschreibung | ID       | Bild |
| --------------------------- | ----------------- | ------------ | -------- | ---- |
| 53° 20′ 33″ N, 8° 25′ 31″ O | Ovelgönne 2, Wurt |              | 28917634 | BW   |

## Strückhausen
| Lage                        | Bezeichnung                 | Beschreibung | ID       | Bild |
| --------------------------- | --------------------------- | ------------ | -------- | ---- |
| 53° 19′ 57″ N, 8° 23′ 31″ O | Strückhausen 100, Kirchwurt |              | 28913153 | BW   |